# 日本国と中華人民共和国との間の平和友好条約
日本国と中華人民共和国との間の平和友好条約（にほんこくとちゅうかじんみんきょうわこくとのあいだのへいわゆうこうじょうやく、中国語: 中华人民共和国和日本国和平友好条约）は、1978年8月12日、北京で日本国と中華人民共和国との間で締結された条約である。一般に日中平和友好条約（にっちゅうへいわゆうこうじょうやく）と呼ぶ。
1972年の日中共同声明を踏まえて、日本と中国の外交関係の発展のために締結された平和条約である。

## 調印
- 日本国

外務大臣　園田直
- 中華人民共和国

外交部長　黄華

## 要旨
内容は1972年9月に国交回復した時の日中共同声明の文面を基本的に踏襲したものとなっている。第1条で主権・領土の相互尊重、相互不可侵、相互内政不干渉が記述され、第2条で反覇権を謳い、第3条で両国の経済的、文化的関係の一層の発展を述べて、第4条でこの条約の第三国との関係について記されている。国交回復から6年が過ぎてから平和条約交渉が妥結したのは、「反覇権」条項と「第三国」条項で最も論議を呼んだからである。

## 交渉の経過
1972年9月の日中国交正常化の際に、発表された日中共同声明の第8項で「平和友好条約の締結を目的として交渉を行うことに合意」していたが、その後の動きは難航した。
1974年11月に韓念竜外務次官が来日して、事務レベルの予備交渉が始まる。その際、中国側の対ソ戦略としての「反覇権」条項が含まれていたが、日本側はこれを公にしなかった。翌1975年1月に第2回の予備交渉が開催され、その直後に新聞報道で「反覇権」の文言が大きな争点になっていることが明らかにされた。
当時は中ソ対立が激しい時代であり、中国は主たる敵を米ソにおいていたが、アメリカとは1972年のニクソン訪中で国交を回復してから米中関係は改善し、むしろ対ソ連を牽制するために「ソ連との対立の論理」が明白な「反覇権」を文言の中に入れるように強く主張した。しかし日本政府（この当時は三木武夫首相で外相は宮澤喜一）は北方領土問題を抱え、日ソ平和条約を視野に入れてソ連と交渉を進める立場から、この「反覇権」条項を日中平和条約に入れることには難色を示した。
1975年9月に国連総会に出席した宮澤外相は、喬冠華外相と会談して「宮澤四原則」を提示した。この四原則とは、「アジア・太平洋のみならず世界のどこでも覇権には反対する」、「覇権反対は特定の第三国をに向けられたものではない」、「日中の共同行動を意味しない」、などを骨格とするものであった。これは、反覇権条項の反ソ性を中和するものであった。そして11月に日本側からの妥協案を中国側に提示した。この当時の中国は国内情勢に不安があった。米中関係と日中関係の改善に尽力した周恩来国務院総理はすでに闘病中であり、毛沢東中国共産党主席も老衰がすすみ、文化大革命（文革）を推進した江青をはじめ四人組の力はまだ健在であって、中国外交は頑なに原則を固守するものであった。そして日本では1976年1月にソ連のグロムイコ外相が来日して日ソ外相会談で日中交渉への不満を表明して強く日本を牽制するのであった。これ以後ほぼ2年間は平和条約の交渉は膠着したままであった。
その間に中国では周恩来首相と毛沢東主席が1976年に相次いで死去。鄧小平は周首相死後に起きた四五天安門事件を理由として四人組により再び失脚した。9月の毛沢東没後に四人組が逮捕されて文革の動きが沈静化し、華国鋒主席の時代に入った。日本ではロッキード事件発覚による政治混乱の中、12月の第34回衆議院議員総選挙で自由民主党が議席を大きく減少させて三木が退陣、福田赳夫が首相に就任した。1977年7月に鄧小平が共産党副主席、副首相として再復活し、その主導により経済建設路線がスタートしてから、状況は劇的に変わっていった。日本側は1977年12月頃には平和条約の締結に前向きな中国の姿勢の変化を感じていた。
年が明けた1978年（昭和53年）1月の施政方針演説で「（日中政府間）交渉の機はようやく熟しつつある」と福田首相は述べている。そして3月に公明党代表団（書記長の矢野絢也など）が訪中して廖承志中日友好協会会長に福田首相の前向きな意向を伝えると、会長は四項目に対する見解を示し、「反覇権」が第三国に対するものではなく、日中の共同行動を意味するものでないとする従来からの日本側の立場への配慮を示した。それを受けて福田首相は本格的な検討に入った。福田は自民党内の親台湾派への説得に乗り出し、5月26日の自民党総務会で日中交渉再開の承諾を取り付けた。
そして7月21日から8月8日までの間、北京で事務レベルの交渉が行われたが、この交渉で反覇権は「第三国に対するものでない」とする日本側の立場とそれに強く反発する中国側の間で再び意見が対立した。園田直外相が北京に到着した翌9日の外相会談で、事務局の高島益郎（外務審議官）が事前に示した「高島私案」をベースに最終的な詰めの作業をおこない、8月12日の調印にこぎ付けた。懸案だった第三国条項について、「第三国との関係に関する各締約国の立場に影響を及ぼすものではない」と表現して、反覇権条項については「アジア・太平洋地域においても又は他のいずれの地域においても、覇権を求めるべきでなく……いかなる国または国の集団による試みにも反対する」と明記された。
日本側は「第三国」条項で名を取り、「反覇権」条項で中国が実を取ったといわれている。日本の立場に配慮しつつも、日中共同声明の第7項を「反覇権」と「第三国」に分割したことで、反覇権の意義はより強調されたという解釈も成り立つものであった。
1978年10月に国会の衆議院及び参議院の両院で共に圧倒的多数で批准され、同年10月22日に鄧小平が来日した。